# Bíblia Catalana Interconfessional
La Bíblia Catalana. Traducció Interconfessional o BCI és una versió crítica de la Bíblia, escrita en català presentada el mes d'octubre de 1993 per l'Associació Bíblica de Catalunya, l'Editorial Claret i les Societats Bíbliques Unides. El text de la BCI ha esdevingut el text bíblic comú de l'Església a Catalunya en l'actualitat, amb prop de 200.000 exemplars.

## Comitè i traductors
El comitè de redacció l'han format Agustí Borrell, Guiu Camps, Enric Capó, Pere Casanellas i Bassols i Armand Puig i Tàrrech.
Els traductors, tots ells membres de l'Associació Bíblica de Catalunya, han estat: Joan Aragonès, Agustí Borrell, Gabriel Cañellas, Pere Casanellas, Enric Cortès, Joan Ferrer, Joan Magí, Joan Ramon Marín, Jaume Pedrós, Hilari Raguer, Frederic Raurell, Josep Ribera, Ignasi Ricart, Jordi Sànchez Bosch, Jaume Sidera i Romual Vives.
Aquesta versió es va fer seguint el principi de traducció anomenat d'equivalència dinàmica, proposat per les Societats Bíbliques Unides. L'equivalència dinàmica «…es basa en el
principi que, si la forma d'una frase de la llengua original… un cop traspassada a la nostra llengua, no té el mateix sentit ni la mateixa expressivitat, cal cercar en la traducció una forma que tingui un valor equivalent».

## Textos utilitzats
Pel que fa a l'Antic Testament, el text utilitzat ha estat el de la Bíblia Hebraica Stuttgartensia. En l'edició amb apòcrifs, aquests textos s'han traduït de l'edició de Göttingen, de la Septuaginta.
Pel que fa al Nou Testament, el text grec utilitzat ha estat la 26a edició del Novum Testamentum
Greace, de Nestle-Aland.

## Adaptacions a altres versions
- Bíblia Balear Interconfessional (BBI)
- Bíblia Valenciana Interconfessional (BVI)